# Frauke Geupel
Frauke Geupel (* als Frauke Bicker am 14. April 1942; † 17. Februar 1987) war eine deutsche Prähistorikerin. Ihre Karriere war eng mit der Geschichte der Ost-Berliner Sammlung des Museums für Vor- und Frühgeschichte verbunden.

## Leben und Leistungen
Frauke Geupel studierte an der Universität Halle Ur- und Frühgeschichte. 1965 wurde sie dort promoviert und wechselte noch im selben Jahr an das Ost-Berliner Museum für Vor- und Frühgeschichte auf der Museumsinsel, das erst zwei Jahre zuvor wieder gegründet wurde. In den frühen Jahren war ein Schwerpunkt der Arbeit die Neuinventarisierung der Altbestände, die im Zuge der Wirren des Zweiten Weltkrieges und der Nachkriegszeit notwendig geworden war. Nachdem der erste kommissarische Leiter Werner Müller das Museum 1970 verlassen hatte, wurde Geupel neue kommissarische Leiterin. In der Funktion wurde sie erst nach sechs Jahren von Erik Hühns, dem ersten regulären Leiter des Museums, abgelöst. In diese Zeit fällt die Konzeptionierung der Dauerausstellung, die erst 1980 im Bode-Museum realisiert werden konnte. Nachdem dieser das Museum 1983 verlassen hatte, war Geupel noch einmal bis 1984 kommissarische Leiterin, bis mit Eva Zengel die letzte Direktorin bis zur Wiedervereinigung der Sammlungen im Zuge der Deutschen Wiedervereinigung die Stelle übernahm. Gemeinsam mit Ingrid Griesa lehrte sie auch als Lehrbeauftragte an der Humboldt-Universität. Sie verstarb im Alter von 44 Jahren.
Geupel war während ihrer Zeit am Berliner Museum an der Konzeption und Organisation mehrerer bedeutender Sonderausstellungen beteiligt, darunter 1979 „Kunst der Azteken“ und „Präkolumbianische Goldschätze“, 1982 in Zusammenarbeit mit der Bulgarischen Akademie der Wissenschaften „Troja und Thrakien“, eine Ausstellung, die in Berlin, Sofia, Moskau und Leningrad gezeigt wurde, und Aus Europas Urgeschichte. Ihre Dissertation blieb wie oftmals in der DDR unpubliziert, mit einem Führer durch die Sammlung hatte sie nur eine monografische Schrift veröffentlicht. Dennoch entfaltete sie eine nennenswerte Publikationstätigkeit. So publizierte Geupel regelmäßig im Jahrbuch der Staatlichen Museen zu Berlin, Forschungen und Berichte, aber auch in Büchern zu Ausstellungen wie dem zur Thrakien-Ausstellung und zu einer Ausstellung der Berliner Museen in Rom oder Sammelbänden wie der Festschrift SYMBOLAE PRAEHISTORICAE für Friedrich Schlette. In den frühen Ausgaben des weit verbreiteten Museumsführers der Staatlichen Museen zu Berlin, Schätze der Weltkultur, hatte Geupel den Beitrag zum Museum für Vor- und Frühgeschichte verfasst. In späteren Ausgaben übernahmen dies Eva Zengler und Almut Hoffmann, die allerdings ganze Passagen von Geupels altem Beitrag beibehalten hatten. Auch im von Gerhard Rudolf Meyer heraus gegebenen repräsentativen Bildband zur Museumsinsel aus dem Verlag E. A. Seemann bearbeitete Geupel das Kapitel zur Ur- und Frühgeschichtlichen Sammlung.

## Publikationen (Auswahl)
- Aus Europas Urgeschichte. Ausstellung des Museums für Ur- und Frühgeschichte im Bodemuseum, Staatliche Museen zu Berlin, Hauptstadt der DDR. Staatliche Museen, Berlin 1982.